# José Francisco Ugarteche
José Francisco Ugarteche (Villarrica, Paraguay 1768 - 3 de julio de 1834 Buenos Aires, Argentina) fue un abogado y político paraguayo radicado en Argentina de destacada actuación en los primeros años de vida independiente de su país.

## Biografía
José Francisco Ugarteche Herrera nació en Villarrica en 1768 en la antigua Provincia del Paraguay, hijo del español José Ramón de Ugarteche Echeverría y de la paraguaya Maria Josefa Herrera
Estudió en Buenos Aires y se doctoró en derecho en la Universidad Mayor Real y Pontificia San Francisco Xavier de Chuquisaca en 1791.
Se incorporó a la política ejerciendo varios cargos en el Cabildo de Buenos Aires y en el Cabildo de Luján. Era regidor de este último en el momento de estallar la Revolución de Mayo, y apoyó a la Primera Junta. Tuvo una participación secundaria tras la revolución del 5 y 6 de abril de 1811. Representó a Chuquisaca en la abortada asamblea del año 1812.
Fue representante de la ciudad de La Rioja en la Asamblea del año XIII, por influencia de su amigo el general Francisco Ortiz de Ocampo. Al año siguiente, junto a Antonio Álvarez Jonte, organizó el gobierno de la recién creada Intendencia de San Miguel de Tucumán, por encargo del general Manuel Belgrano; fue también uno de los conjueces nombrados para deslindar responsabilidades por las derrotas de Vilcapugio y Ayohuma.
En 1818 fue consejero y secretario de José Rondeau, gobernador de la Provincia de Buenos Aires, y miembro del comité de la libertad de prensa. Partidario moderado de los federales de Manuel Dorrego, se salvó de ser perseguido por el Director Pueyrredón por su vínculo con Rondeau.
Durante la Anarquía del Año XX se opuso a la facción de Miguel Estanislao Soler y apoyó al gobernador Dorrego.
Era amigo de Gaspar Rodríguez de Francia, dictador del Paraguay, y mantuvo con él una copiosa correspondencia; fue uno de los muy pocas personas con quien el Supremo se comunicaba asiduamente. Entre otras cosas, le aconsejó gobernar con una constitución y le pidió por la vida del general Fulgencio Yegros, aunque éste fue en definitiva ejecutado.
Publicó junto con Dorrego el periódico El Argentino, de tendencia federal. Representó a la Provincia de Santiago del Estero en el Congreso General de 1824, durante el cual se opuso a la presidencia de Bernardino Rivadavia y a la constitución unitaria de 1826. Fue diputado provincial por el partido federal de Dorrego a partir de 1827.
Durante la primera mitad de la década de 1830 ocupó cargos judiciales y fue diputado provincial. Tras un breve paso por el gobierno de Juan Ramón Balcarce como ministro de relaciones exteriores, apoyó contra él la Revolución de los Restauradores y se hizo partidario del exgobernador Juan Manuel de Rosas.
Falleció en Buenos Aires el 3 de julio de 1834. Fue abuelo del poeta uruguayo Manuel Nicolás Ugarteche. El pueblo de Ugarteche, en la Provincia de Mendoza, recuerda a este político.